# District de Bình Tân
Bình Tân (vietnamien : Quận Bình Tân) est l'un des arrondissements d'Hô Chi Minh-Ville, la plus grande ville du Viêt Nam.

## Présentation
En 2017, le district a une population de 784 000 habitants.
Bình Tân est sur la route nationale 1A .

## Vues du District

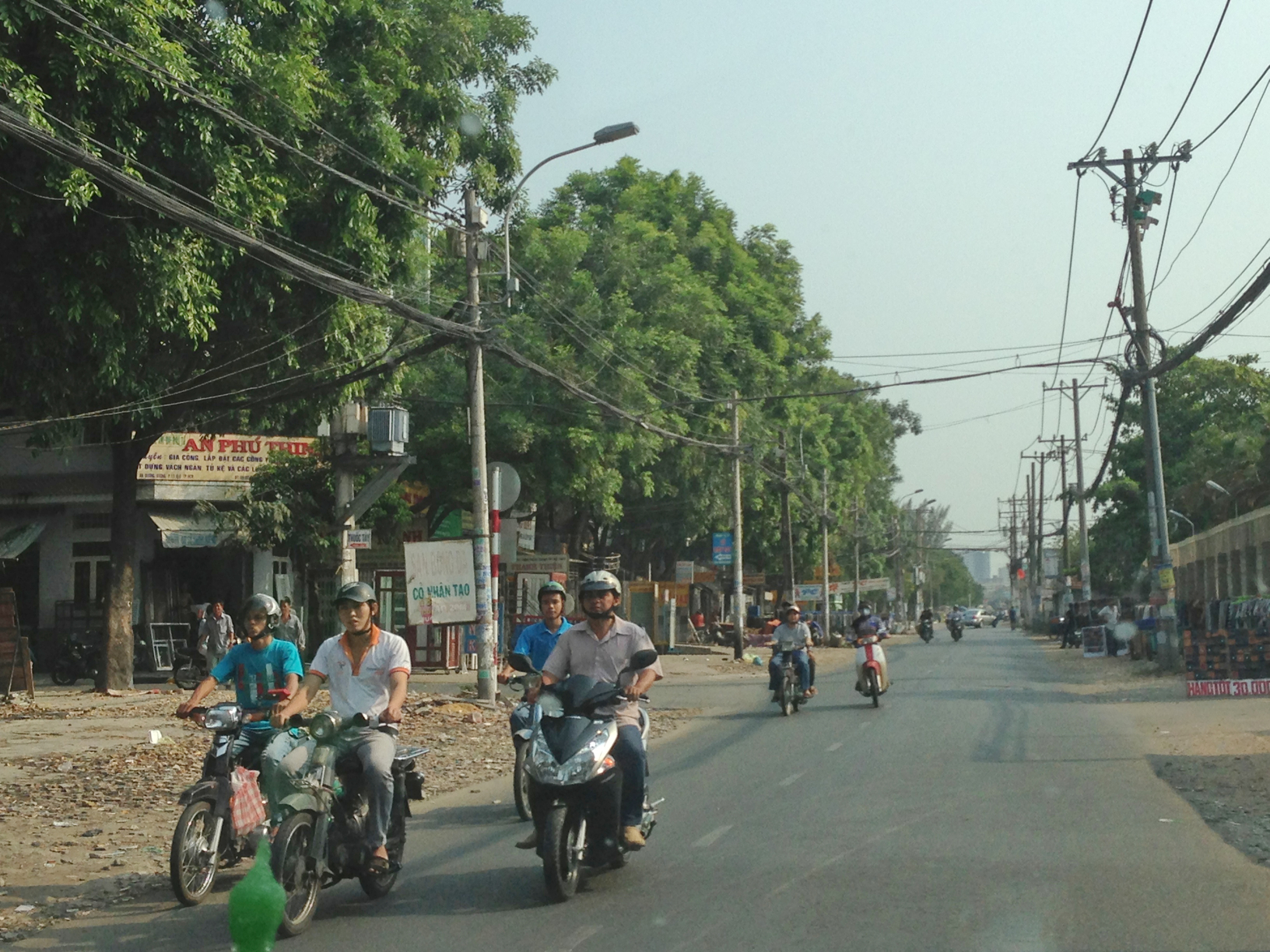
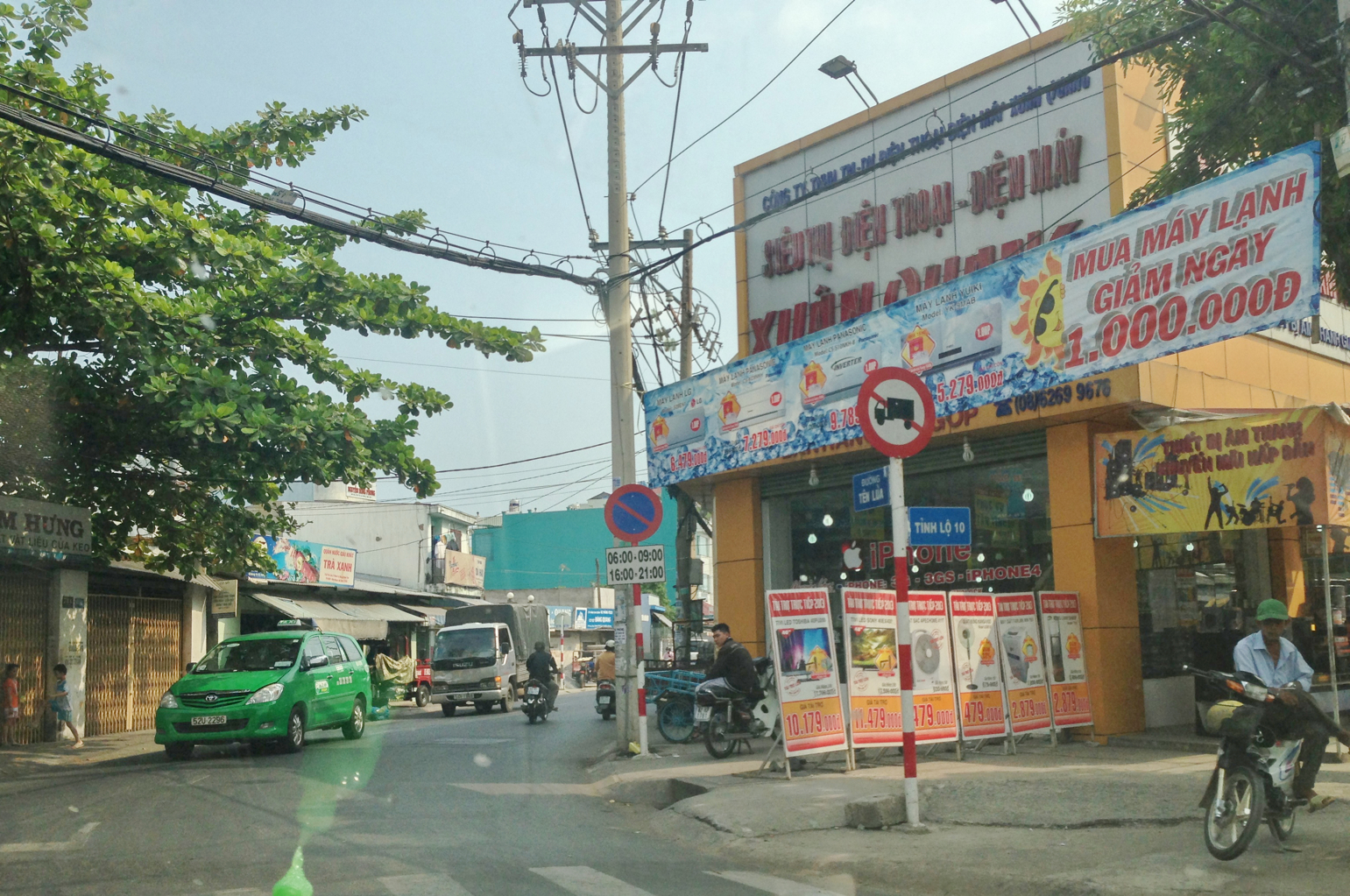
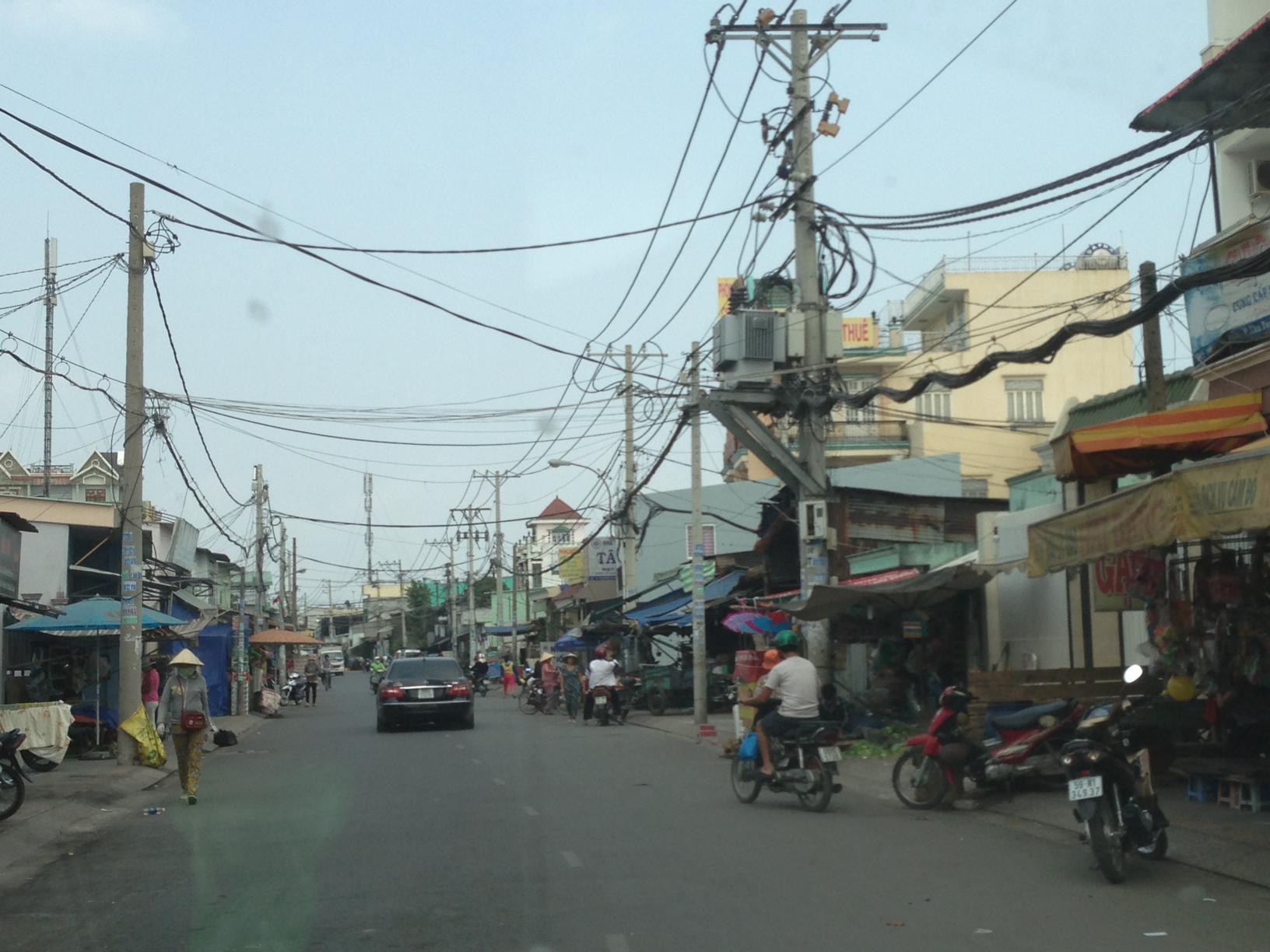
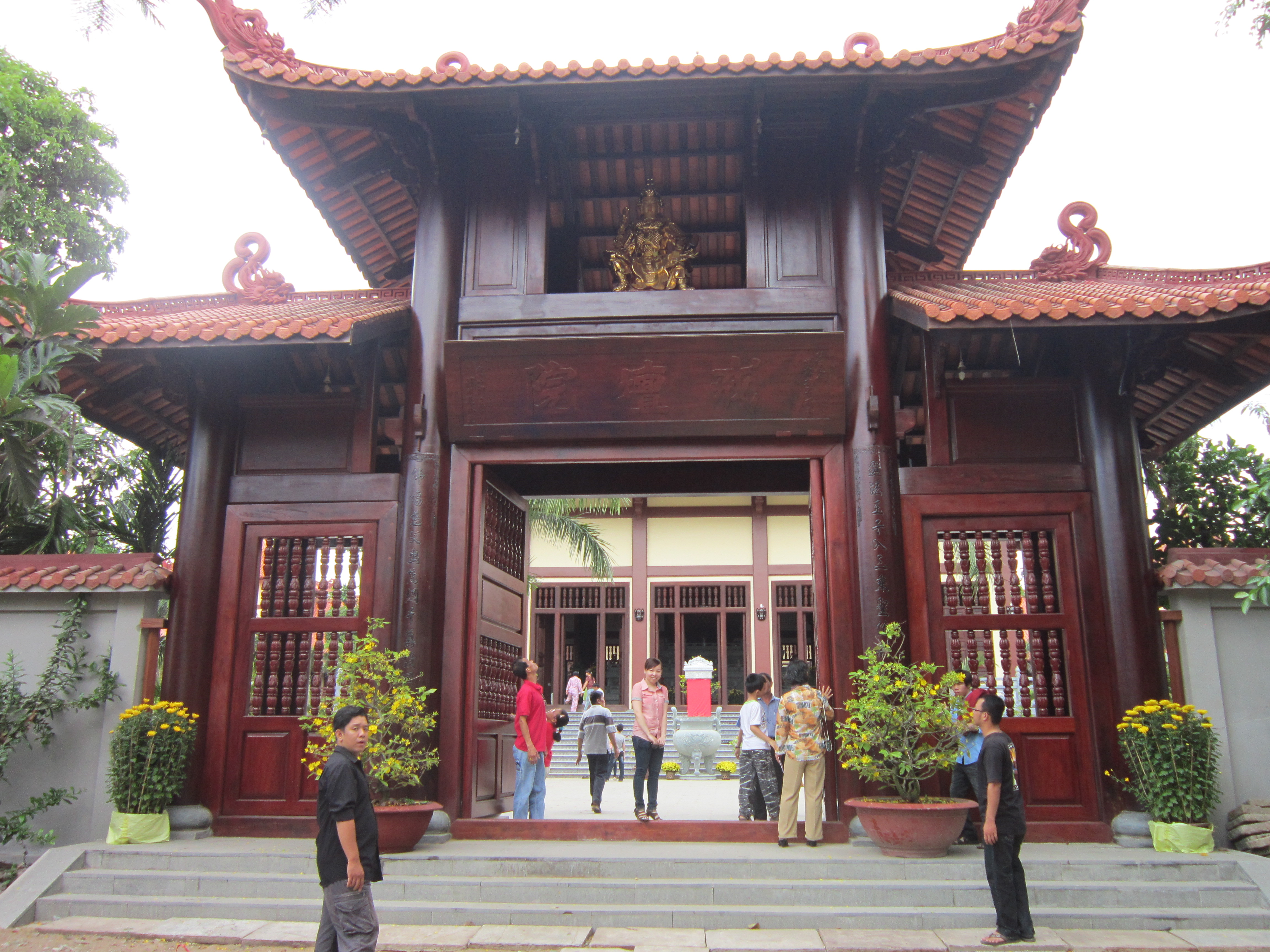